# 吉姆·卡邁克爾
詹姆斯·F·「吉姆」·卡邁克爾（英語：James F. "Jim" Carmichael；1939年7月18日—2016年7月13日），是美國的共和黨政治人物，前俄亥俄州眾議院議員及韋恩縣專員。

## 生平
卡邁克爾於賓夕法尼亞州華盛頓出生，中學在俄亥俄州什里夫的什里夫高中（Shreve High School）就讀。1959年到1964年間，他在俄亥俄州陸軍國民警衛隊服役，之後在自治東俄亥俄天然氣公司（Dominion East Ohio Gas Company）擔任地區經理。
1971年起，卡邁克爾擔任什里夫村的市長，至1979年卸任，其後曾擔任韋恩縣選舉委員會主席。到2001年，他以共和黨黨籍當選為俄亥俄州众议院第七選區代表議員，在2003年改為競選第三擔任選區代表議員，2009年不再連任。
2016年7月13日，卡邁克爾逝世。